# ルアンナムター県
ルアンナムター県（ルアンナムターけん、ラーオ語: ແຂວງຫຼວງນ້ຳທາ）はラオスのクウェーン（県、ラーオ語: ແຂວງ）のひとつ。ラオス北部の県である。県都はルアンナムター郡（ラーオ語: ເມືອງຫຼວງນ້ຳທາ）。

## 地理
- 南西にボーケオ県（ラーオ語: ແຂວງບໍ່ແກ້ວ）、南東にウドムサイ県（ラーオ語: ແຂວງອຸດົມໄຊ）と隣接している。
- 北は、ミャンマーシャン州ならびに中国雲南省に隣接している。北西の国境はメコン川（Nam Khong）になっている。
- ルアンナムターはおよそ932,500haの面積であり、うち95%が標高2000m程度の森林山岳地帯である。
- 主要河川はナム・マー、ナム・ロング、ナム・アーン、ナム・ター、ナム・トゥング、ナム・シング、ナム・ンゲン、ナム・ヤー、ナム・ファーその他である。

## 産業
ルアンナムター県は、近年経済成長が著しく2013/14年度のGDP成長率は8.9%、一人あたりGDPは1244ドル、GDP比では農業セクターが51.6%、工業セクターが22.4%、サービスセクターが26%を占める。典型的な山岳農業地域である。

### 農林業
低地水田村においては雨期には水稲作と水田周辺部の高台を利用した香辛料野菜を中心とした小規模な菜園が営まれ、乾期には河川沿いの氾濫跡地を利用した比較的広い面積の野菜作が営まれる。一方谷間では3-7年の休閑サイクルで焼畑が営まれるが、それを補完する形で近年水田が小規模に行われるようになっている。野菜作は雨期の焼畑混作と乾期の河川沿いである。この村落周辺の森林はほぼ二次林化しており焼畑による生産性は低下している。
山地焼畑村においては5－20年の休閑サイクルで雨期に焼畑陸稲栽培がおこなわれる。野菜類は陸稲播種前に作付けされる焼畑混作であり、乾期には渓流近くで行われるアヘンとの混作野菜栽培が行われる。
工芸作物や植林では近年サトウキビ、メイズ、キャッサバ、スイカ、バナナ、天然ゴム、茶などの栽培が盛んで、主に中国へ輸出されている。
特に天然ゴムの作付面積は30,000haに達しているが、2010年の価格15,000Kip/kgから2014年には6000Kip/kgへと暴落している。

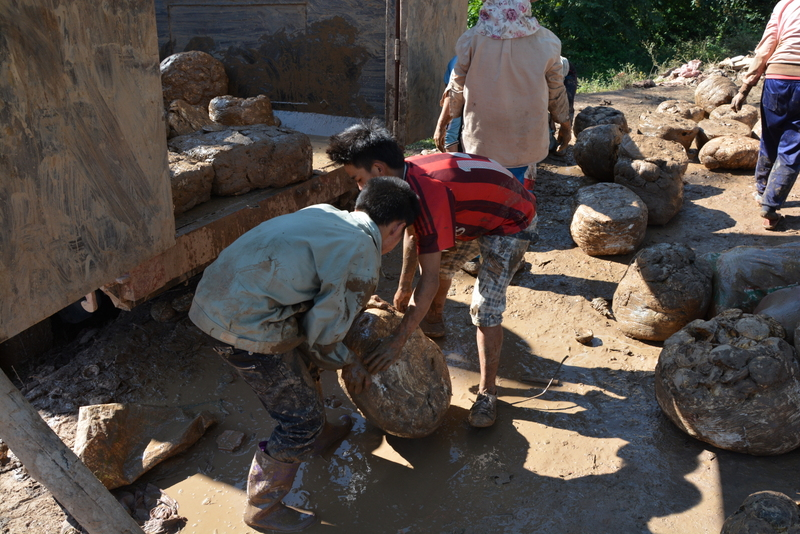
売買される天然ゴム

近年天然ゴムの加工工場やタピオカ澱粉工場が建設されている。

### 鉱業
ヴィエンプーカー郡ではタイの資本で石炭が採掘されていたが現在採掘が停止されている。

### 電源開発
小規模水力発電ダムとしてナムター３ダム（1.25MW)、ナムロングダム（5.6MW)が稼働している。県全体としては電力が不足しており、中国から輸入している。

### 観光
同県は観光資源も豊かで、特にナムハー保全林でのトレッキングやシェンコックからのメコン川観光などエコツアリズムも盛んである。
以下の観光地がある。
- シエンチャイ大寺ວັດຫຼວງບ້ານຊຽງໃຈ
- シェングトゥング仏塔ພະທາດຊຽງຕຶງ
- ムアンシン仏塔ພະທາດເມືອງສີງ
- セコン王の家屋ເຮືອນພະຍາເຊກອງ
- ナイトマーケットຕະຫລາດກາງຄືນ
- シン郡ເມືອງສີງ
- ルアンナムター仏塔ພະທາດຫຼວງນ້ຳທາ
- ボーテン・デーン・ンガームSEZເຂດເສດຖະກິດພິເສດບໍ່ເຕັນແດນຄຳ
- ナムハー保全林ປ່າສະຫງວນແຫ່ງຊາດນ້ຳຫ້າ
- ヴィエンプーカー郡のカオラオ洞窟ຖ້ຳເກົ່າເຫຼົ້າ ວຽງພູຄາ
- ナムディー滝ຕາດນ້ຳດີ
- ナムゲン村のプムプック仏塔ພະທາດ ປຸມປຸກ ບ້ານ ນ້ຳແງ້ນ

### 経済特区
また中国国境のボーテン（Boten）（ບໍ່ເຕັນ、磨丁）では経済特区であるボーテン・デーン・ンガームSEZが設置されている。

## 行政区分
- 03-01 ルアンナムター郡（ຫຼວງນ້ຳທາ）
- 03-02 シン郡（英語版）（ສິງ）
- 03-03 ローン郡（英語版）（ລອງ）
- 03-04 ウィエンプーカー郡（英語版）（ວຽງພູຄາ）
- 03-05 ナーレー郡（英語版）ນາແລ

## 交通
県内を南北経済回廊である国道3号線が通り中国南部とタイ北部を結んでいる。またルアンナムター郡からシン郡へは国道17号A線、シン郡からシェンコック村までは国道17号線が結びミャンマーに接続する。

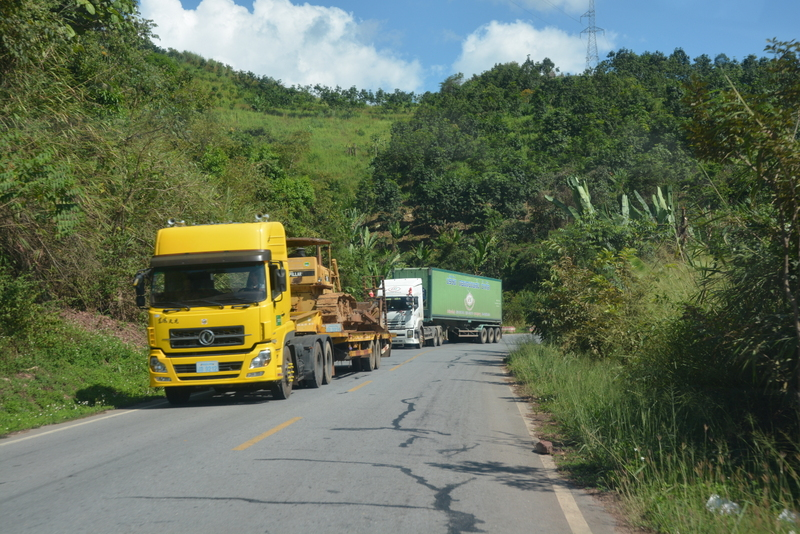
南北経済回廊を走るトラック

鉄道では中国ラオス鉄道のボーテン駅(開業済)ナテゥイ駅(開業済)がある。
空路ではルアンナムター空港（ラーオ語: ສະຫນາມບິນຫຼວງນ້ຳທາ）がありヴィエンチャン首都と結ぶ。

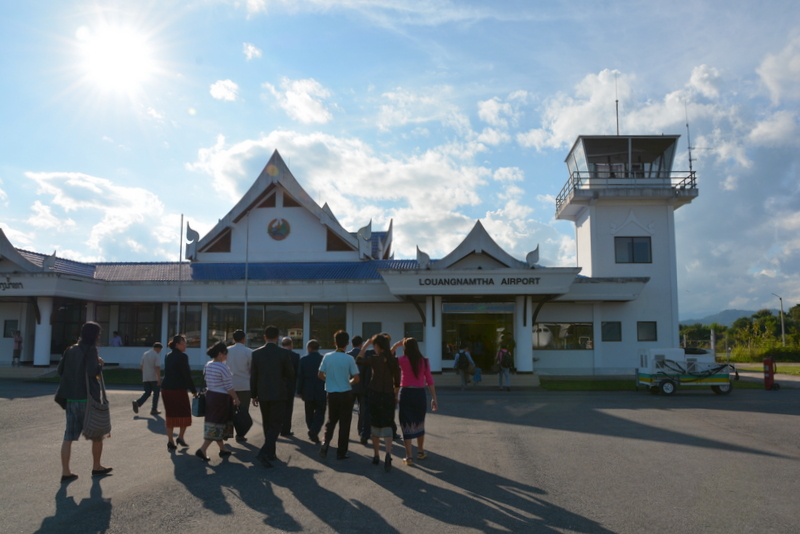
ルアンナムター空港

## 国境
ミャンマー
ミャンマーとの国境はメコン川があり、かつイミグレーションがなかったため、往来は極めてローカルなものに限られていたが、2015年にラオス＝ミャンマー友好橋が開通した。
中国
中国との国境はボーテン（Boten）（ラーオ語: ບໍ່ເຕັນ、磨丁）がある。中国側の町はモーハン（シーサンパンナ・タイ族自治州勐臘県）で国際国境となっている。国境のイミグレーションでアライバルビザが取得できるため、中国、ラオスの国民以外の旅行者の往来もできる。なお、日本国民は中国、ラオス共に観光目的であるのならビザ免除なので、パスポートのみで国境を通過できる。
またシン郡から国道17号A線を行くとパンハイ（Panghai)国境がある。こちらの国境は地方国境となっておりラオス、中国国民のみが通行出来る。

## 民族
ルアンナムター県には、ヤオ族、ランテン族、タイ・ルー族、黒タイ族（タイ・ダム族, Tai Dam, 傣擔）、ハニ族（イゴー族と呼ぶ）、モン族、カム族らが住んでいる。